# Ahmed El-Sayed (escrime)
Pour les articles homonymes, voir Ahmed El-Sayed et El-Sayed.
Ahmed El-Sayed (en arabe : أحمد السيد), né le 13 juillet 1998, est un escrimeur égyptien.

## Carrière
Ahmed El-Sayed est médaillé d'or en épée par équipes ainsi que médaillé de bronze en épée individuelle aux Championnats d'Afrique 2018 à Tunis. Il remporte deux médailles de bronze aux  Championnats d'Afrique 2019 à Bamako, en épée individuelle et par équipes. Il est ensuite médaillé d'or en épée par équipes aux Championnats d'Afrique 2022 à Casablanca. Aux Championnats d'Afrique 2023 au Caire, il est médaillé d'or en épée par équipes et médaillé de bronze en épée individuelle.

## Famille
Il est le frère de l'escrimeur Mohamed  El-Sayed. Leur père Sayed Samy est un ancien entraîneur de l'équipe d'Égypte d'escrime.